# 1918 год в России

## Январь
- 4 января — упразднено Главное управление Российского общества Красного Креста (РОКК)[1]. Сформирована Центральная коллегия по управлению делами РОКК, действовавшая до 28 сентября 1918 года.
- 7 января

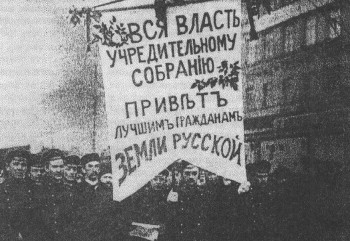
Демонстрация в поддержку учредительного собрания

- - Преобразование Алексеевской организации в Добровольческую армию[2]
  - Убийство Шингарёва и Кокошкина[3]
- 10-18 января — III Всероссийский съезд Советов[4]
- 18 января — в Петрограде созвано Учредительное собрание[5]
- 19 января — ВЦИК распустил Учредительное собрание[5]
- 21 января — советская власть установлена в Актюбинске[6]
- 22 января ― провозглашение полной независимости Украинской Народной Республики[7]
- 27 января — начало гражданской войны в Финляндии[8]
- 28 января — Совет народных комиссаров РСФСР издал декрет об организации Рабоче-крестьянской Красной армии (РККА).
- 29 января 
  - в Киеве началось восстание против Центральной рады[9]. 4 февраля оно было подавлено[10].
  - Вооружённое столкновения между советской властью и румынскими войсками в Бессарабии
  - Бой под Крутами, между РККА и УНР[11]
- 31 января
  - III Всероссийский съезд Советов утвердил роспуск Учредительного собрания и принял постановление «О новом обозначении верховной государственной власти»[12]. По нему Временное рабочее и крестьянское правительство переименовано в  Рабочее и крестьянское правительство Российской Советской Республики.
  - После победы в трёхдневных уличных боях со сторонниками Центральной рады Румчерод объявил о создании Одесской советской республики[13], подчиняющейся Совету народных комиссаров РСФСР и Украинской Советской Республике.

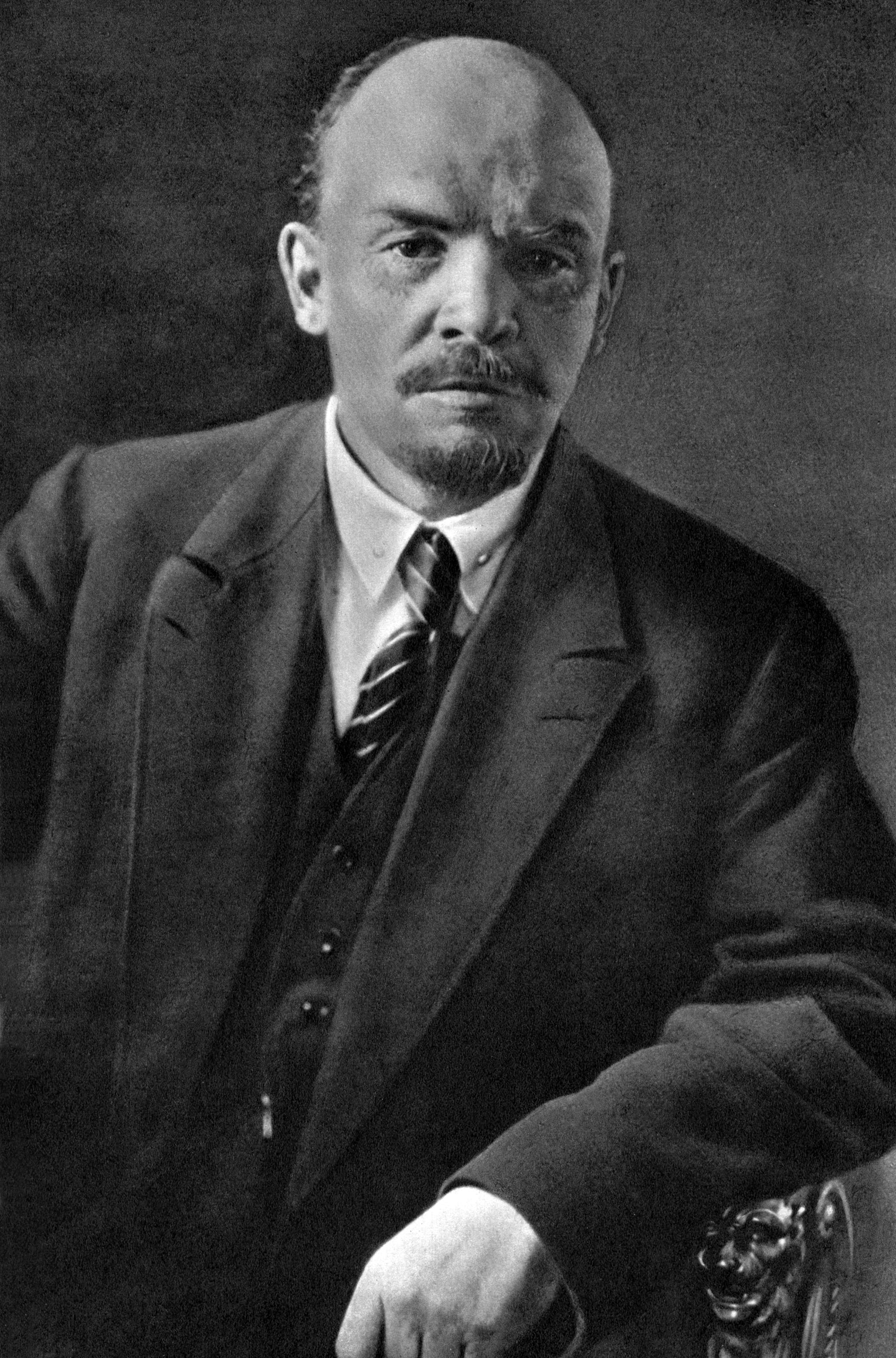
Председатель СНК РСФСР Владимир Ленин (Ульянов)

## Февраль
- февраль — под руководством Рахмонберди Мадазимова был основан Ошский Государственный академический узбекский музыкально-драматический театр имени Бабура.
- 3-4 февраля — Выборы в Учредительное собрание Эстонии[14]
- 5 февраля — под руководством Балтыходжи Султанова была создана милиция Ошского уезда и города Ош, Кыргызстана[15]
- 9 февраля
  - В Брест-Литовске делегация Центральной рады заключила сепаратный мир с коалицией Центральных держав. Коалиция признала независимость Украинской Народной Республики.
  - В России принят закон «О социализации земли», развивавший положения Декрета о земле и объявивший землю общенародной государственной собственностью
- 14 февраля (1 февраля по старому стилю) — в Советской России введён григорианский календарь[16] («новый стиль»). После 31 января наступило сразу {{{3}}}. Продолжительность 1918 года составила 352 дня. На территориях Белой России продолжал действовать старый стиль
- 16 февраля
  - Литовская Тариба в Вильнюсе приняла Акт о независимости Литвы[17]
  - Установлена советская власть в Николаевске-на-Амуре
- 17 февраля — начат вывод кораблей Балтийского флота из Гельсингфорса и Ревеля в Кронштадт — Ледовый поход Балтийского флота[18]
- 21 февраля — СНК принял декрет «Социалистическое отечество в опасности!»[19].
- 22 февраля — начало первого похода Добровольческой армии на Кубань[20].

Отступление Добрармии от Екатеринодара

- 23 февраля — созван Закавказский сейм[21]
- 24 февраля — Опубликована Декларация независимости Эстонии[22].
- 25 февраля — в Ревель вступили германские войска[23]
- 26 февраля — Советская республика матросов и строителей на острове Нарген (ныне Найссаар) прекратила своё существование.

## Март
- 2 марта — в городе Верном (с 1921 года — Алма-Ата) началось восстание, завершившееся установлением там советской власти[24]

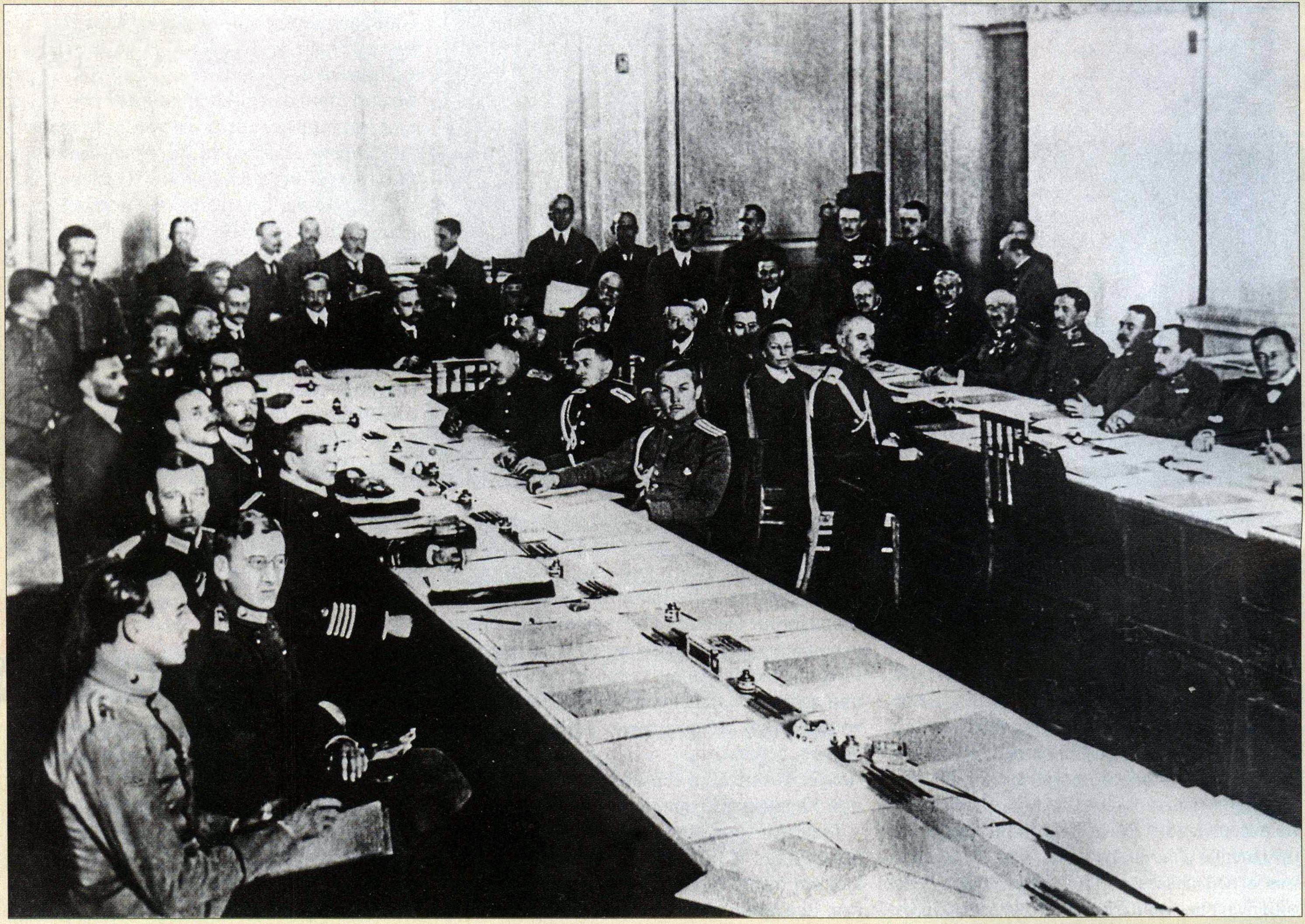
Заседание делегаций на переговорах в Бресте

- 3 марта — правительство Советской России заключило в Брест-Литовске сепаратный мир c Германией, Австро-Венгрией, Османской империей и Болгарией[25].
- 5 марта — Корабли Балтийского флота выведены из Ревеля в Гельсингфорс
- 6 марта
  - В Петрограде открылся VII съезд РКП(б)[26]
  - Первый десант Антанты высадился в Мурманске с согласия местного Совета. Вскоре войска Союзников начали продвижение к югу
- 9 марта — советско-румынское соглашение, по которому Румыния обязалась в течение 2 месяцев вывести войска из Бессарабии[27]
- 10 марта — Советское правительство покинуло Петроград[28]
- 11 марта
  - Советское правительство во главе с В. И. Лениным прибыло из Петрограда в Москву и разместилось в Московском Кремле
  - Начало похода Первой Отдельной бригады Русских добровольцев под командованием полковника Генерального штаба М. Г. Дроздовского с Румынского фронта на Дон для соединения с Добровольческой армией генерала Л. Г. Корнилова и совместной борьбы против советской власти.

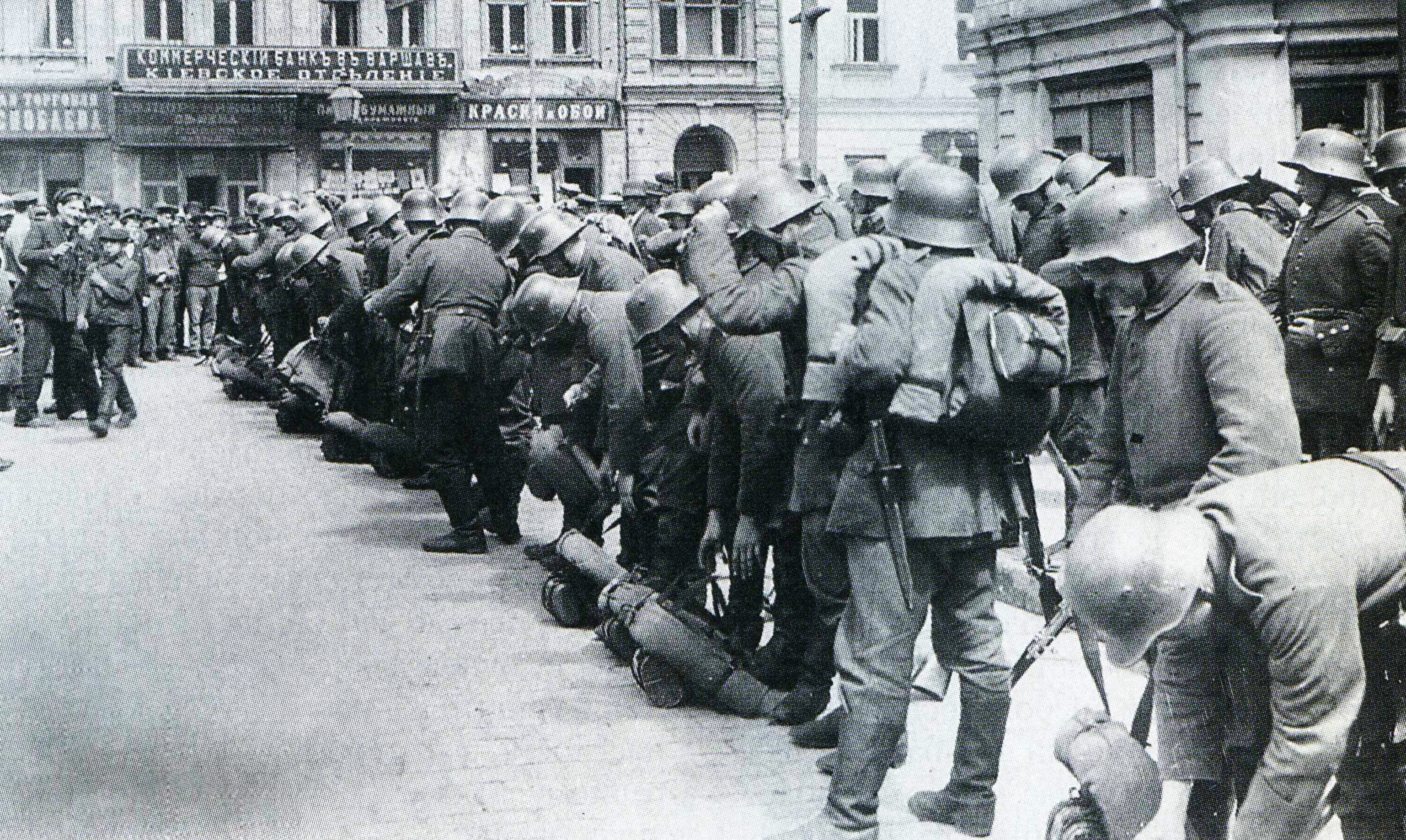
Германские войска под командованием генерала Эйхгорна заняли Киев.

- 12 марта — начат вывод кораблей Балтийского флота из Гельсингфорса в Кронштадт[29]
- 13 марта — в связи с германо-австрийской оккупацией ликвидирована Одесская Советская Республика. Советская власть была эвакуирована в Севастополь[30].
- 14 марта — Красная Гвардия заняла Екатеринодар[31]
- 14—16 марта — в Москве состоялся IV Всероссийский съезд Советов[32], ратифицировавший Брестский мирный договор и узаконивший своим постановлением решение Совнаркома о переносе столицы РСФСР из Петрограда в Москву.
- 15 марта — закрыта газета «Русские ведомости»[33]
- 17 марта — Кубанская Рада и Добровольческая армия заключили союз[34]
- 23 марта

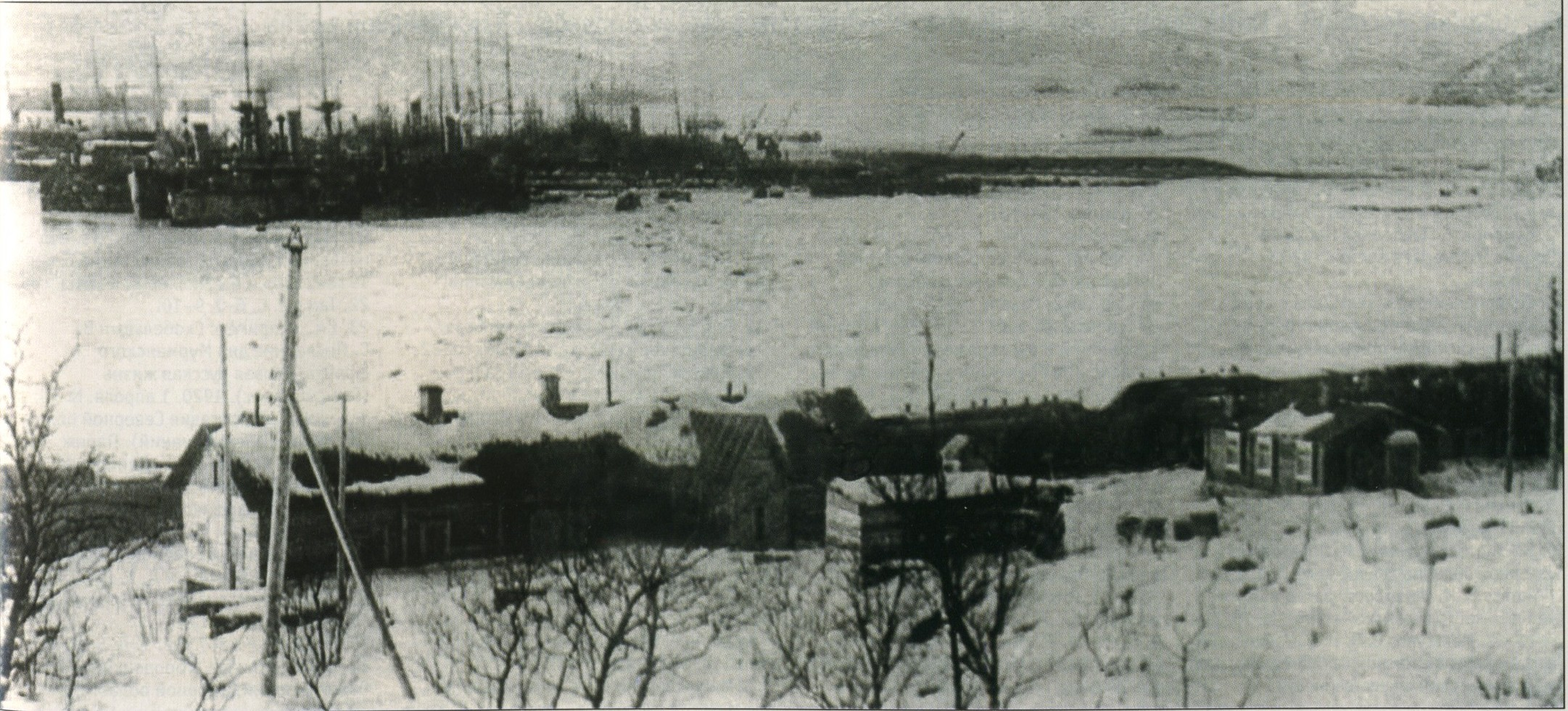
Британская эскадра на мурманском рейде

- - Декретом СНК вся полнота власти по управлению транспортом страны передана наркому путей сообщения. Викжедор лишён административных функций
  - В Ростове-на-Дону провозглашена Донская Советская Республика[35].
- 25 марта
  - Деятели белорусского национального движения объявили о создании Белорусской Народной Республики[36].
  - Австро-венгерская армия вступила в Кременчуг
- 26 марта — Закавказский сейм упразднил Закавказский комиссариат[37]
- 30 марта — начались межэтнические столкновения в Баку[38].
- Успенский собор Московского Кремля закрыт для доступа и богослужений[39].

## Апрель
- 3 апреля — германские войска Рюдигера фон дер Гольца высадились в финском порту Ханко
- 5 апреля — высадка войск Японии во Владивостоке[40]
- 6 апреля — отряды восставших вошли в Сухум. В Абхазии провозглашена советская власть[40]
- 8 апреля — декретом СНК на местах учреждены военные комиссариаты[41]
- 9 апреля — открылся 2-й съезд Советов Кубанской области, который принял решение о создании Кубанской Советской Республики[42]
- 10 апреля — в Благовещенске закрылся 5-й съезд трудящихся и казаков, постановивший упразднить казачье сословие
- 12 апреля — декрет ВЦИК и СНК О потребительских кооперативных организациях, возложивший на кооперацию закупку и заготовку продуктов, а также их распределение среди населения
- 13 апреля — сформирована Латышская стрелковая советская дивизия под командованием И. И. Вацетиса[43]
- 14 апреля — Указом ВЦИК Красное знамя провозглашено государственным флагом и боевым знаменем вооружённых сил
- 22 апреля
  - СНК принял декрет «О национализации внешней торговли»[44].
  - Закавказский сейм провозгласил Закавказье «независимой федеративной республикой»[45]
  - ВЦИК ввёл всеобщее военное обучение населения (Всевобуч).
- 25 апреля 
  - образован Бакинский совет народных комиссаров[46]
  - Турецкая армия вошла в Карс
- 30 апреля — создана Туркестанская автономная социалистическая советская республика[47]

## Май
- 2 мая
  - Совнарком принял декрет о национализации сахарной промышленности[48]
  - Завершён Ледовый поход Балтийского флота[49] — в Кронштадт из балтийских портов выведены 236 кораблей, в том числе 6 линкоров, 5 крейсеров, 59 эсминцев и миноносцев, 12 подводных лодок
- 5 мая — Взятие Ростова дроздовцами
- 8 мая
  - Восставшие казаки под руководством генерала Петра Краснова и немецкие части заняли Ростов-на-Дону, ещё 4 мая оставленный большевиками. Донская Советская Республика прекратила существование.
  - Донские казаки и прибывший отряд полковника Дроздовского освободили от большевиков Новочеркасск. Окончен «Дроздовский поход».
  - Декрет СНК от 8 мая 1918 г. «О взяточничестве» стал первым в Советской России правовым актом, предусматривавшим уголовную ответственность за взяточничество (лишение свободы на срок не менее пяти лет, соединённое с принудительными работами на тот же срок).
- 9 мая — расстреляны рабочие Ижорского завода в Колпино[50].
- 10 мая — войска правительства Грузии начали наступление на советскую Абхазию
- 13 мая — декретом ВЦИК и СНК «О предоставлении народному комиссару продовольствия чрезвычайных полномочий по борьбе с деревенской буржуазией, укрывающей хлебные запасы и спекулирующей ими» установлены основные положения продовольственной диктатуры.
- 15 мая
  - началась Первая советско-финская война[51].
  - окончание гражданской войны в Финляндии[52].

- 17 мая

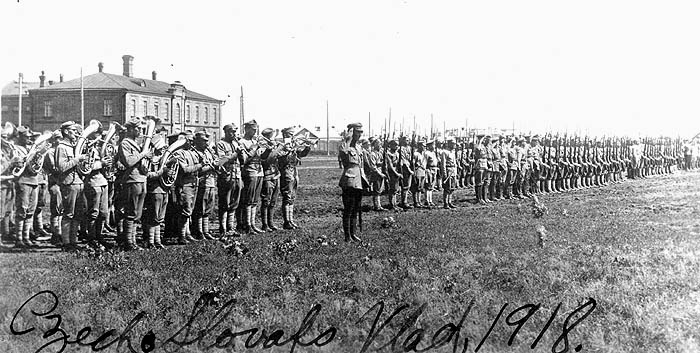
Чехословацкий корпус во Владивостоке

  - Началось восстание Чехословацкого корпуса[53].
  - Грузинские войска заняли столицу Абхазии Сухум
- 25 мая — присоединение Бригады Русских добровольцев полковника М. Г. Дроздовского к Добровольческой армии.
- 26 мая — Турция предъявила Закавказскому сейму ультиматум с требованием больших территориальных уступок[54]. Закавказский сейм объявил себя распущенным, федерация Закавказья распалась на независимые государства — Грузию, Армению и Азербайджан
- 28 мая — Декларация независимости Азербайджана[55]
- 30 мая — 3-й Чрезвычайный съезд Советов Кубани[56] и Черноморья в Екатеринодаре принял решение о слиянии Кубанской и Черноморской советских республик в Кубано-Черноморскую Советскую Республику

## Июнь
- 1 июня
  - В Томске создан Западно-Сибирский комиссариат Временного Сибирского правительства[57]
  - Бакинский совнарком выступил с призывом к всеобщему восстанию народов Закавказья
- 4 июня — Батумский договор между Турцией, Арменией, Азербайджаном и Грузией[58]
- 8 июня — Чехословацкий корпус взял Самару[59]. В Самаре пять членов распущенного Учредительного собрания образовали Комитет членов Учредительного собрания (Комуч) во главе с В. К. Вольским. Комитет объявил себя верховной властью, временно действующей от имени Учредительного собрания
- 11 июня — ВЦИК утвердил декрет СНК «Об организации и снабжении деревенской бедноты»[60], согласно которому на местах создавались Комитеты бедноты (комбеды). К ноябрю в 33 губерниях России и Белоруссии создано 122 000 комбедов
- 18 июня

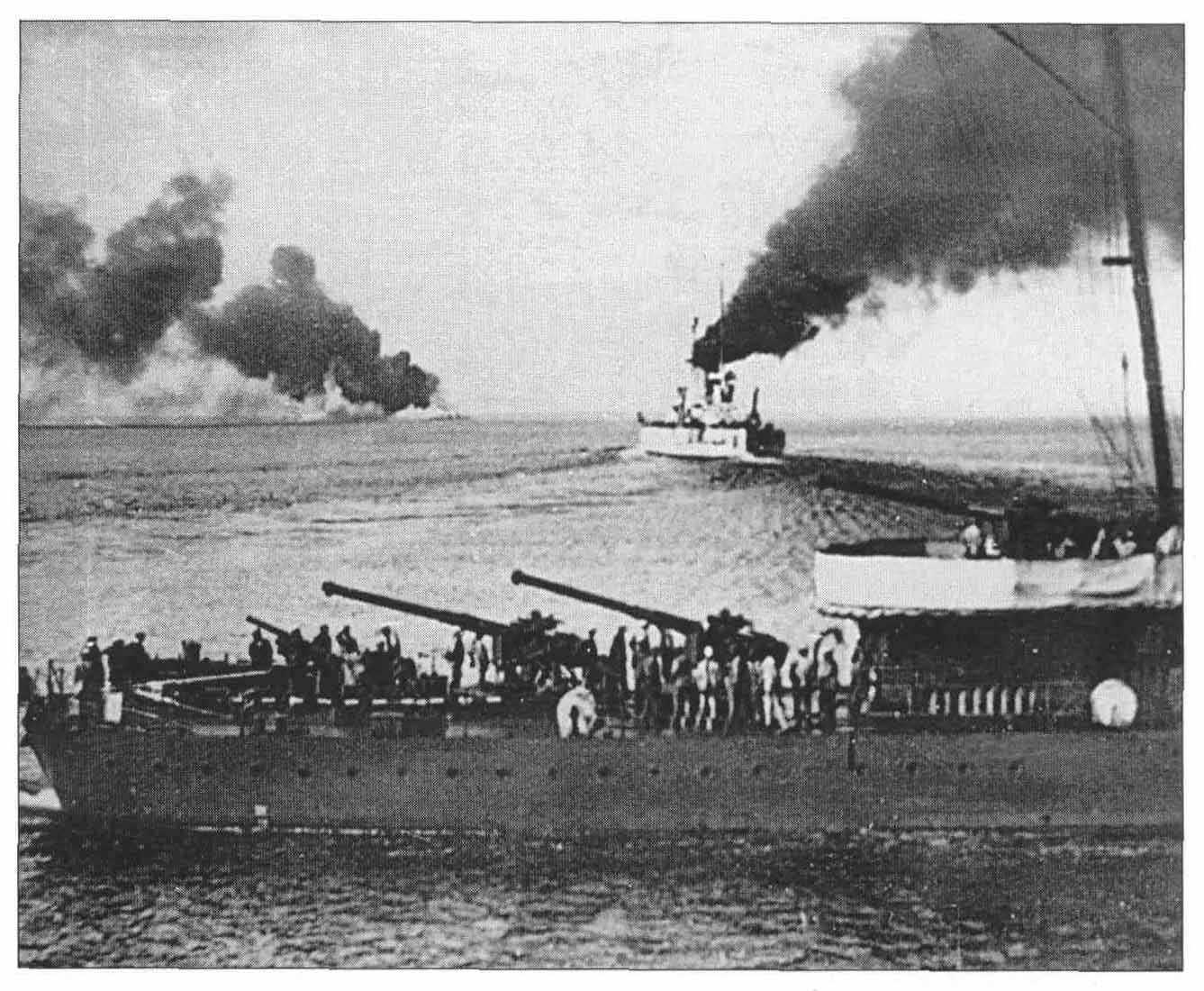
Линкор «Воля» уходит из Новороссийска 17 июня 1918 года. На переднем плане — оставшийся для затопления эсминец «Керчь»

- - В Петрограде основана первая в Советской России Музыкальная школа имени Николая Андреевича Римского-Корсакова, первоначально как частная школа, получившая название 15-й районной народной школы музыкального просвещения.
  - Чехословацким корпусом и белыми взят Красноярск
  - Затопление Черноморского флота в Цемесской бухте
- 20 июня — Совнарком издал декрет о национализации нефтяной промышленности России[61]
- 23 июня
  - Начало Второго похода Добровольческой армии на Кубань
  - В Томске сформировано новое Временное Сибирское правительство во главе с П. В. Вологодским
- 28 июня — Совнарком издал декрет о начале третьего этапа национализации
- 29 июня — во Владивостоке после занятия города чехословацкими войсками основной состав Временного Сибирского правительства во главе с Петром Дербером объявил себя «центральной властью Сибири». Временное Сибирское правительство Дербера переименовано во Временное правительство автономной Сибири (ВПАС).

## Июль
- 1 июля — Восстание в Спас-Клепиках[62]
- 2 июля — англо-американские войска, продвигаясь из Мурманска на юг, заняли Кемь
- 4 июля — начался V Всероссийский съезд Советов[63].
- 6 июля — в Москве с убийства Яковом Блюмкиным[64] германского посла графа Вильгельма Мирбаха началось выступление партии левых эсеров во главе с Марией Спиридоновой против правительства В. И. Ленина. Быстро подавлено
- 10 июля — принятие Конституции РСФСР V Всероссийским съездом Советов[65].
- 11 июля — правительство Литвы объявило о создании Королевства Литва[66].
- 12 июля — в Ашхабаде после свержения советской власти создан Временный исполнительный комитет Закаспийской области во главе с эсером Ф. А. Фунтиковым
- 13 июля — Государственный совет Литвы предложил вюртембергскому принцу Вильгельму фон Ураху «корону короля Литвы»
- 17 июля — в Екатеринбурге умерщвлены отрекшийся от престола последний император всероссийский Николай Александрович, императрица Александра Фёдоровна, их пятеро детей (Ольга, Татьяна, Мария, Анастасия, Алексей), а также лейб-медик (Боткин Евгений Сергеевич), повар (Харитонов Иван Михайлович), камердинер (Трупп Алоизий Егорович) и горничная (Демидова Анна Степановна).[источник?]
- 25 июля — Бакинский совет обратился с просьбой о введении британских войск в Азербайджан
- 28 июля — поражение сил белых под Чарджуем[67]
- 31 июля
  - Британско-американские войска заняли Онегу[68]
  - Бакинский совет принял отставку Бакинского совнаркома[69]. На следующий день власть передана диктатуре Центрокаспия

## Август
- 2 августа — в Архангельске высадился англо-американский десант. Сформировано Верховное управление Северной области во главе с Николаем Чайковским
- 3 августа — Наркомат по военным делам РСФСР издал приказ о награждении частей и соединений армии и флота за боевые отличия Почётными революционными Красными знамёнами
- 4 августа — британские войска вошли в Баку[70]
- 7 августа — взятие Казани[71] вместе с хранившимся там большевиками Золотым запасом России войсками генерала Каппеля.
- 8 августа — Началось Ижевско-Воткинское восстание в районе Прикамья против большевиков и эсеров-максималистов[72].

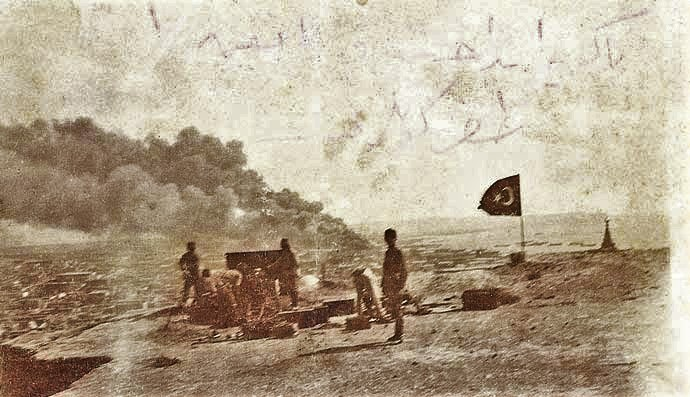
Турецкая артиллерия на высотах около Баку.

- 14 августа — на совещании в Вильнюсе левые социал-демократы Литвы приняли решение о создании Литовской коммунистической партии
- 17 августа — Добровольческая армия заняла Екатеринодар[73]
- 19 августа — Временный исполнительный комитет Закаспийской области во главе с эсером Ф. А. Фунтиковым подписал с британским представителем генералом У. Маллесоном соглашение о военном сотрудничестве.
- 20 августа — англо-американские войска заняли Шенкурск
- 29 августа — основана Коммунистическая партия Финляндии[74]
- 30 августа — на Владимира Ленина совершено покушение[75], по официальной версии — эсеркой Фанни Каплан[76]. Ленин получил тяжёлое ранение

## Сентябрь
- 1 сентября — в Москве ВЧК, обвинившая в заговоре главу британской дипломатической миссии Роберта Локкарта, посла Франции Ж. Нуланса и посла США Д. Френсиса, продолжила аресты по Заговору трёх послов, или Заговору Локкарта
- 5 сентября
  - Совет народных комиссаров РСФСР издал декрет о начале красного террора[77].
  - Казаки атамана И. П. Калмыкова, части армий Японии и США вступили в Хабаровск.
- 6 сентября — в РСФСР учреждён Революционный военный совет[78].
- 7 сентября
  - Учреждено Российское телеграфное агентство (РОСТА)[79]
  - Японские войска захватывают почти все суда Советской Амурской военной флотилии и её базу
- 10 сентября — Взятие Казани Красной армией[80]
- 11 сентября — Реввоенсовет РСФСР принял решение о сформировании Северного фронта РККА
- 14 сентября — британские войска оставили Баку. Падение диктатуры Центрокаспия[81]. На следующий день в город вступили германо-турецкие войска
- 16 сентября
  - ВЦИК учредил первый советский орден — Орден Красного Знамени[82].
  - Принят первый Семейный кодекс РСФСР
- 20 сентября — расстреляны 26 бакинских комиссаров[83]
- 23 сентября — сформирована Уфимская директория[84]
- 28 сентября
  - Первый кавалер ордена Красного Знамени — участник гражданской войны Василий Блюхер[85].
  - В Архангельске члены Верховного управления Северной области (ВУСО) сложили полномочия и передали власть Н. В. Чайковскому и А. И. Гуковскому. На следующий день Гуковский подал в отставку. До 7 октября Чайковский единолично представлял всю белую власть на севере России
  - Прекращение издания журнала «Нива»

## Октябрь
- 1 октября — в Вильнюсе открылся нелегальный 1-й съезд Коммунистической партии Литвы[86].
- 5 октября — Декретом СНК введена обязательная трудовая повинность для «буржуазных элементов»
- 7 октября
  - Красная армия взяла Самару[87]
  - В Архангельске Н. В. Чайковский сформировал Временное правительство Северной области (ВПСО) с преобладающим представительством кадетов
- 14 октября — Поражение сил белых под станцией Душак в Средней Азии
- 19 октября — декретом СНК РСФСР образована Трудовая коммуна немцев Поволжья[88].
- 29 октября — создан Российский коммунистический союз молодёжи (РКСМ)[89].

## Ноябрь
- 1 ноября — Провозглашение во Львове Западно-Украинской народной республики[90].
- 2 ноября — на смену королевству в Литве пришла республика.
- 3 ноября — Временное Сибирское правительство опубликовало декларацию о передаче власти на территории Сибири Уфимской директории
- 9 ноября — 6-й Чрезвычайный съезд Советов принял решение о проведении перевыборов волостных и сельских Советов под контролем комбедов. Одновременно комбеды упразднялись
- 10 ноября — Радио Москвы распространило обращение ЦИК РСФСР, Советского правительства и Моссовета к трудящимся Австро-Венгрии
- 13 ноября — Брестский договор был аннулирован ВЦИК[91]
- 17 ноября — Британские войска вновь вступили в Баку
- 18 ноября
  - Приход к власти адмирала Колчака — избрание Советом министров Директории адмирала А. В. Колчака на пост Верховного правителя России. Согласие адмирала на избрание и одновременное принятие им на себя звания Верховного главнокомандующего русской армии.
  - Народный совет Латвии провозгласил независимость Латвийской Республики. Сформировано временное правительство во главе с Карлисом Улманисом
- 27 ноября — в Москве Верховный революционный трибунал вынес приговоры по делу об июльском выступлении левых эсеров
- 28 ноября — Декретом СНК железные дороги переведены на военное положение, а железнодорожные служащие объявлены мобилизованными.
- 29 ноября — Провозглашение в Нарве Эстляндской трудовой коммуны — Эстонской Советской Республики.
- 30 ноября — создан Совет рабочей и крестьянской обороны РСФСР во главе с В.И. Лениным[92]

## Декабрь
- 1 декабря — Создан Центральный аэрогидродинамический институт (ЦАГИ), который возглавил Н. Е. Жуковский[93].
- 4 декабря — сформировано Временное советское правительство Латвии во главе с Петром Стучкой[94]
- 7 декабря — правительство Латвии подписало с Германией договор о сформировании Балтийского ландесвера[94]
- 8 декабря — по решению ЦК КПЛ создано Временное революционное рабоче-крестьянское правительство Литвы во главе с Винцасом Мицкявичюсом-Капсукасом
- 9 декабря — британская эскадра вошла в Лиепаю[95]
- 10 декабря
  - Принят Кодекс законов о труде РСФСР[96], введена всеобщая трудовая повинность
  - Сфатул Цэрий принял решение о включении Бессарабии в состав Румынии
- 15 декабря — в Вильнюсе провозглашена советская власть[97]
- 16 декабря
  - Временное революционное правительство Литвы опубликовало манифест о низложении германской администрации, роспуске Литовской Тарибы и переходе власти в руки Советов
- 17 декабря — Временное советское правительство Латвии издало Манифест о переходе всей власти в Латвии в руки Советов
- 18 декабря — британский флот вошёл в порт Риги[98]. Латышские стрелки заняли Валку
- 22 декабря
  - В белой столице Омске поднято восстание большевиков[99], успешно подавленное правительственными силами на следующий же день.
  - СНК РСФСР издал декреты о признании независимости Советской Латвии
- | 1918 год в России                                |
| 1914 1915 1916 1917 — 1918 — 1919 1920 1921 1922 |
| См. также: Другие события в 1918 году            |
- 23 декабря — латышские стрелки вошли в Цесис[100]
- 24 декабря — белые войска под командованием генерала Анатолия Пепеляева заняли Пермь.
- 31 декабря — германская армия оставила Вильнюс[101]

## Родились
- 11 декабря — Александр Солженицын, писатель, драматург, эссеист-публицист, поэт, общественный и политический деятель[102][103]